# Camperlandpolder
De Camperlandpolder was een polder en een waterschap in de gemeente Wissenkerke op Noord-Beveland, in de Nederlandse provincie Zeeland.
Op 13 december 1656 kregen de Ambachtsheren van Geersdijk en Wissenkerke en Oud- en Nieuw-Campen het octrooi voor de bedijking van enkele schorren ten westen van het eiland.
In 1658 was de bedijking een feit. De polder werd vernoemd naar het oude dorp en heerlijkheid Campen. Het westelijk deel van de polder is ook bekend onder de naam Oud-Campenpolder (behorende tot de heerlijkheid Oud-Campen), terwijl het oostelijk deel (behorend tot de heerlijkheid Wissenkerke) de Nieuw-Wissenkerkepolder genoemd wordt.
Sedert de oprichting van het afwateringswaterschap Heer Jansz. c.a. in Noord-Beveland in 1879 was de polder hierbij aangesloten.